# سرطان كماني بنغالي
سرطان كماني بنغالي (الاسم العلمي:Uca bengali) هو نوع من الحيوانات يتبع جنس السرطان الكماني من فصيلة السرطانات الشبحية.